# San Andrés Tuxtla
San Andrés Tuxtla – miasto w Meksyku, w stanie Veracruz.